# اعظم عزمی
اعظم عزمی (انگلیسی: Azam Azmi؛ زادهٔ ۱۲ فوریهٔ ۲۰۰۱) بازیکن فوتبال است.
وی همچنین در تیم‌های ملی فوتبال زیر ۲۲ سال مالزی و مالزی بازی کرده‌است.